# Alexandre Sidorenko
Alexandre Sidorenko (São Petesburgo, 18 de Fevereiro de 1988) é um tenista profissional francês, nascido na Rússia. O seu melhor ranking de simples é 145, e em duplas 187.

## Titulos
Simples
| Legenda (Simples) |
| Challengers (1)   |
| Futures (0)       |

### Vitórias (3)
| N. | Data              | Torneio    | Piso   | Oponente na final    | Placar              |
| 1. | Junho 25, 2006    | França F8  | Saibro | David Guez           | 6-2, 6-7(4), 6-4    |
| 2. | Setembro 10, 2006 | França F12 | Duro   | Sebastian Rieschick  | 4-6, 6-3, 6-2       |
| 3. | Abril 13, 2008    | França F6  | Saibro | Sebastien de Chaunac | 6-7(7), 6-2, 7-6(5) |

Vice-campeão (4)
| N. | Data              | Torneio    | Piso   | Oponente na final | Placar   |
| 1. | Julho 23, 2006    | França F11 | Saibro | Horacio Zeballos  | 4-6, 1-6 |
| 2. | Julho 1, 2007     | França F9  | Saibro | David Marrero     | 4-6, 2-6 |
| 3. | Junho 29, 2008    | Holanda F3 | Saibro | Alexander Flock   | 2-6, 3-6 |
| 4. | Setembro 28, 2008 | Grenoble   | Duro   | Kristof Vliegen   | 4-6, 3-6 |